# Villanueva del Conde
Villanueva del Conde – gmina w Hiszpanii, w prowincji Salamanka, w Kastylii i León, o powierzchni 12,99 km². W 2011 roku gmina liczyła 175 mieszkańców.
W Villanueva del Conde urodził się biskup Santa Isabel Francisco Gómez Marijuán CMF.